# Sackhorn
Das Sackhorn ist ein 3204 m ü. M. hoher Berg in den Berner Alpen.
Der nicht vergletscherte Gipfel liegt auf der Grenze der Kantone Bern und Wallis. Er ist Teil des Gebirgszugs, der sich zwischen dem Lötschental im Süden und dem Gasterntal im Norden erhebt und sich vom Lötschenpass in Richtung Petersgrat erstreckt. Das Sackhorn hebt sich nur wenig vom Grat ab, der tiefste Punkt zum kaum höheren Elwertätsch liegt bei der Tennbachlücke auf 3092 m. Weitere Gipfel desselben Grats sind das Hockenhorn im Westen sowie der Elwertätsch und das Birghorn im Osten.
Auf der Südseite des Sackhorns liegt der Tennbachgletscher, der bis auf eine Höhe von ca. 2900 m reicht, auf der Nordseite befindet sich ein kleiner, namenloser Hängegletscher.
Auf dem Gipfel befindet sich eine unbemannte Wetterstation. Der Berg ist touristisch nicht erschlossen, und es befinden sich keine Hütten in der näheren Umgebung.